# André Douleau
Pour les articles homonymes, voir Douleau.
André Douleau est un raseteur français, deux fois vainqueur de la Cocarde d'or. Il est le frère de Roger Douleau, qui a également remporté deux fois la Cocarde d'or.

## Palmarès
- Cocarde d'or : 1950, 1956[2]

## Postérité
Une rue d'Arles porte son nom.